# O Milladoiro
O Milladoiro és un nucli de població espanyol situat a la parròquia de Viduido, al municipi d'Ames, a la província de La Corunya, Galícia. Actualment té 13.352 habitants.

## Ubicació
És el nucli més important del municipi d'Ames, alberga la meitat dels seus habitants i es troba a només tres quilòmetres del centre de Santiago de Compostel·la. Limita amb els pobles d'A Grela, Coira i Bentín. Limita també amb el municipi de Teo a la part baixa de l'avinguda Rosalía de Castro.

## Nom del lloc
Hi ha diverses teories sobre el nom de la ciutat. El relat més habitual és que el nom recorda que va ser l'última població abans d'arribar a Santiago pel camí de Santiago portuguès. Era el lloc on els pelegrins s'humiliaven, s'agenollaven, veient per primera vegada la catedral, s'humiliava. I també va ser un lloc emblemàtic.
Una altra teoria adverteix sobre la possibilitat que o milladoiro sigui una deformació d'o miradoiro, que en la llengua local, el gallec, es tradueix com «el mirador». Per la seva orografia, O Milladoiro té un turó des del qual es pot contemplar la catedral de Santiago de Compostel·la i bona part de la ciutat. D'aquí la possible designació de punt de vista.
A més, a Galícia un túmul format per petites pedres amuntegades al llarg del temps per pelegrins i pelegrins que es dirigeixen a un santuari religiós rep el nom de «milladoiro».